# Aurélien Béco
Pas d'image ? Cliquez ici

a Compétitions nationales et continentales officielles uniquement.

b Matchs officiels uniquement.
Dernière mise à jour le 1 août 2025.
Aurélien Béco (né à Brive-la-Gaillarde le 12 mars 1986) est un joueur français international portugais de rugby à XV évoluant au poste de troisième ligne.

## Biographie
Aurélien Béco a été régulièrement capitaine de l'équipe de Colomiers Rugby.
Après l'arrêt de sa carrière sportive en juin 2021, il est devenu responsable sportif du Centre de formation de Colomiers Rugby.
En juin 2025, il est devenu entraineur adjoint de Florian Nicot, en charge de la gestion des avants.

## Carrière

### Clubs successifs
- 2005-2009 : CA Brive
- 2009-2011 : USA Limoges
- 2011-2021 : Colomiers rugby

## Palmarès
- International français -18 ans : 3 sélections en 2004 (Pays de Galles, Irlande, Angleterre).
- international français -19 ans.
- Appelé en championnat du monde de rugby des moins de 21 ans 2006 (à la suite de la blessure de Steve Malonga).
- Champion de France Espoirs 2009 avec le CA Brive
- Vainqueur du championnat de Fédéral 1 en 2012 avec Colomiers Rugby